# 燦亮麗鯛
燦亮麗鯛（学名：Lamprologus speciosus）為輻鰭魚綱鱸形目隆頭魚亞目慈鯛科的其中一種，分布於非洲坦干伊喀湖西南部流域，為特有種，體長可達5公分，棲息在沙底質水域，成小群活動，居住在蝸牛殼，生活習性不明，可作為觀賞魚。
其种加词“speciosus”意为“好看的”、“艳丽的”。